# نشست تعیین نظام حکومتی ایران در زمان هخامنشیان

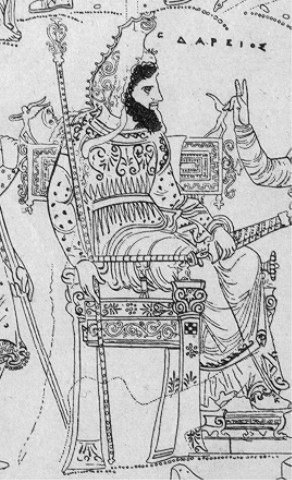
تصویری از داریوش که توسط نقاشان یونانی کشیده شده‌است. قدمت این تصویر به قرن چهارم پیش از میلاد می‌رسد.

رؤسای هفت خانوادهٔ بزرگ پارسی در سال ۵۲۲ پیش از میلاد، با کشتن گئومات مغ که به عنوان بردیا فرزند کوروش بزرگ بر تخت نشسته بود، پادشاهی را به داریوش بزرگ و خاندان هخامنشی بازگرداندند.
در جریان نشستی که پس از آن برگزار شد، هوتن (اتانس) از نظام دموکراسی دفاع کرد و در نکوهش نظام حکومتی پادشاهی سخن گفت. مگابیز ضمن تأیید انتقادات هوتن به نظام پادشاهی، از نظام آریستوکراسی دفاع کرد. اما داریوش از نظام پادشاهی دفاع کرد، و چون نظر چهار نفر دیگر حاضر در جلسه هم موافق با داریوش بود، در نهایت نظام پادشاهی در ایران تداوم یافت.

## قیام هفت یار
گئومات غاصب بعد از رفتن کمبوجیه دوم به مصر خود را به جای بردیا پسر کوروش معرفی کرده، بر تخت نشست. او بعد از دست انداختن به تاج و تخت، تمام زنان کمبوجیه را نیز در اختیار گرفت، یکی از این زنان فیدیما، دختر هوتن یکی از تواناترین نجبای ایران بود.
هوتن یک گروه شش نفره (به احتساب خودش) از نجبای پارس را که به آن‌ها اطمینان داشت، در شوش شکل داد و با ورود داریوش از پارس قرار شد که او را نیز در گروه خویش وارد سازند. این هفت تن با هم قسم خوردند که برای دفع غاصب اقدام کنند.
نام این هفت تن از این قراراست:
| ترتیب | در کتاب هرودوت       | در کتیبه بیستون  |
| ----- | -------------------- | ---------------- |
| ۱     | اتانس                | اوتانه           |
| ۲     | اسپاتینس یا اسپاکانه | اردومنش          |
| ۳     | گوبریاس              | گئوبروه          |
| ۴     | اینتافرنس            | ویدفرنه/وین‌دِفرنه |
| ۵     | مگابیز               | بغابوخش          |
| ۶     | هیدارنس              | ویدرنه           |
| ۷     | داریوش               | داریوش           |

هفت یار وفادار بر آن شدند که بی‌درنگ بر غاصب بتازند و پس از ادای فریضه و دعا و نیایش برای پیروزی به طرف قصر شتافتند. بالاخره گئومات در قصر به وسیلهٔ داریوش کشته‌شد و ماجرای طغیان بردیای دروغین پایان یافت. تا آنجا که از روایت هرودوت بر می‌آید هم‌پیمانان ظاهراً خویشاوندی داریوش را با کوروش بزرگ، برای انتخاب او به سلطنت کافی ندیدند و حتی این نکته را هم که باید شیوهٔ حکومت عدهٔ قلیل یا حکومت عامه را پذیرفت یا طرز سلطنت استبدادی را ادامه داد، ظاهراً و آنگونه که هرودوت با تأکید و اصرار وقوع مباحثه‌ای درین باب را خاطر نشان می‌کند، درخور بحث دیدند.

## مذاکره هفت سردار درباره تعیین نوع حکومت ایران
پنج روز پس از کشته شدن گئومات، همدستان دربارهٔ اقدامات آیندهٔ خویش در شوش به مذاکره نشستند. در آن جلسه نظریاتی اظهارشد. هرودوت می‌نویسد، بعضی از هموطنانم در امکان وقوع چنین مذاکره‌ای ابراز تردید کرده‌اند اما بدون شبهه واقع شده‌است.

### سخنان هوتن در تأیید حکومت دمکراسی
نخستین سخنور هوتن (اتانس) بود و زمینهٔ بیانش ترجیح برقراری حکومت دمکراسی در ایران بود او گفت:
به نظر من آن زمان گذشت که یک نفر از میان ما همه‌کاره باشد و خودسرانه فرمانروایی کند. راه و رسم حکومت استبداد نه خوشایند است و نه مایهٔ خیر و صلاح و شما خود بهتر می‌دانید که فزونی قدرت و غرور چگونه کار کمبوجیه را تباه ساخت و همان وضع و حال هم در دورهٔ گئومات مغ به رأی العین دیدید. چگونه ممکن است این طرز حکومت را با قواعد اخلاق و سیاست تطبیق داد، در همان راه و رسمی که فقط یک نفر مقتدر و مختار باشد، بی هیچ‌گونه مسئولیت و نظارتی هر جور که دلخواه اوست، رفتار کند؟ حتی صالح‌ترین افراد وقتی که به چنین پایگاه و مقامی برسند، بعید نیست وجودی کاملاً متفاوت شوند، زیرا چنین کسانی در اوج نفوذ و اقتدار وضع امور را مانند سابق نخواهند دید. پاره‌ای از نقایص عادی فرمانروایان خودسر ناشی از رشک و حسادت است و بعضی دیگر نتیجهٔ خودبینی و غرور.
حسد از آن جهت که ضعف فطرت آدمی است و غرور بدان جهت که جاه و ثروت بیکران سبب این پندار و فریب می‌شود که حاکم جبار خود را برتر از سایر افراد خواهد پنداشت و همین دو عامل ریشهٔ انواع تباهی است و به رفتار جور و تعدی منجر می‌شود. هر صاحب اقتدار مطلق العنان باید طبق قاعده و معمول از شایبهٔ حسادت و رشک برکنار باشد زیرا با اختیارات تام خود قادر است به آنچه دلخواه اوست، رفتار کند اما چنانکه وضع زیردستانش نشان می‌دهد عملاً حال بدین منوال نیست. وی نسبت به عناصر برجسته و صالح قلمرو خویش حسادت می‌ورزد چرا که تنها طالب برجستگی خویش است و از طرز رفتار افراد فرومایه و دون خشنود می‌شود و به همین جهات است که جلب خاطر هیچ کسی دشوارتر از تأمین رضایت او نیست.
وانگهی زمامدار خودرأی و جبارمنش، رفتاری استوار ندارد. اگر به مقداری که شایسته و کافی است، احترام و ستایش کنی سبب آزردگی او خواهد شد که چرا تجلیل و ستایش بیشتری نشده‌است و اگر خود را زیاده پست و حقیر کنی به چاپلوسی و فرومایگی تعبیر خواهد شد. دیگر آنکه فرمانروای خودسر پایهٔ سنت‌ها و قوانین قدیم را سست می‌کند و بی‌گناهان را اعدام می‌کند و زنان را وسیلهٔ لهو و لهب خود می‌سازد اما حکومت مردم درست برخلاف آن وضع و حال است.

اولاً این طرز حکومت تساوی همگان در برابر قانون باشد. ثانیاً وقتی مردم زمامدار شوند دیگر رسم کار فرمانروای خودسر از بین خواهد رفت و دادگران و داوران با رأی مردم عامه انتخاب می‌شوند و مسئول عمل خویش خواهند بود و در همهٔ امور تعاطی افکار خواهد شد. از این رو پیشنهاد می‌کنم حکومت پادشاهی را کنار بگذاریم و مردم را صاحب اختیار سازیم.

### سخنان مگابیز در تأیید حکومت الیگارشی یا چند تنی
مگابیز گفت:
من با آنچه هوتن راجع به انصراف از حکومت شهریاری گفته‌است، موافقم. اما رأی او دربارهٔ واگذاری اختیار امور، در دست طبقهٔ عام درست نیست. تودهٔ مردم مشتی افراد بی سر و پا بیش نیستند و هیچ جماعتی به قدر ایشان از اهمیت مسئولیت غافل و مستعد تعدی و اجحاف نیست.
این کاری به کلی بی‌حاصل است که ما خود را از زیر بار خودسری و آز حاکمی جبار آسوده سازیم سپس خود را در دام افرادی بی‌بندوبار بیندازیم چون رفتار و عمل فرمانروای خودسر لااقل قرین تدبیر و اندیشه‌است ولی اقدامات طبقهٔ عام همیشه بیهوده و خام. چگونه می‌توان از کسانی انتظار خیر و نیکی داشت که خود از قدر و ارزش آن چیزها غافلند. در سر افراد نادان و عام اصلاً فکری نیست. ایشان مانند سیلاب رودخانه هستند که همه چیز را در جلو خود جارو می‌کند پس کاش حکومت دمکراسی نصیب بدخواهان ایران شود.

باید ما بهترین افراد صالح این سرزمین را انتخاب و اختیار زمامداری را به آنان تفویض کنیم. بدیهی است خود ما نیز جزو این دسته خواهیم بود و شکی نیست که تصمیمات شایسته‌ترین افراد، بهترین تدبیرات خواهد بود.

### سخنان داریوش در تأیید حکومت پادشاهی
سخنور سوم داریوش گفت :
تمام نکته‌هایی را که مگابیز دربارهٔ عوام‌الناس گفته‌است، تأیید می‌کنم ولی با اظهاراتش راجع به حکومت تنی چند موافق نیستم. اکنون هر سه قسم حکومت دموکراسی، الیگارشی و پادشاهی را که مورد توجه ماست، تحت بررسی قرار می‌دهیم و فرض هم اینست که هر کدام از آن‌ها در نوع خود بهترین باشد.
از لحاظ من سومی، از دوتای دیگر به مراتب بهتر است. زمامداری یک نفر، به راستی چه دشوار است، چیزی برتر از آن یافتن مشروط بر اینکه وی صالح‌ترین فرد برای احراز آن منزلت و مقام باشد و رأی و تدبیرش با منش و رفتارش برابر. قدرت و سرپرستی چنین فردی در کار خلق، فوایدی غیرقابل انکار دارد. در این نوع حکومت اسرار ضد دشمنان وطن بیشتر از هر رژیم دیگر محفوظ خواهد ماند. در رسم چند تنی ممکن نیست، به منظور درخشندگی و احراز ریاست و برتری در زمینهٔ خدمات ملی اختلاف‌های شدید خصوصی میان ایشان پیش نیاید. هریک از آنان در پی تحصیل مقام رهبری و فقط مترصد اجرای اغراض شخصی خواهند بود. از این رو بدون تردید میان ایشان دوگانگی و اختلاف خواهد افتاد و ضدیت‌های فردی به خصومت‌های علنی و سرانجام خونریزی منجر و نجات از چنان وضع و حال خواه ناخواه به زمامداری یک نفر منجر خواهد شد که خود نشانهٔ بارزی است که روش پادشاهی بهترین راه و رسم فرمانروائی است.

از طرف دیگر در حکومت دموکراسی زشتی‌ها رواج خواهد یافت ولی این ترویج فساد در دستگاه‌های دولتی نه فقط به دشمنی‌های انفرادی بلکه به تبانی‌های پنهانی و محرمانه بین افراد ذینفع خواهد انجامید و حضراتی که در تبهکاری‌ها دست دارند با هم بند و بست و از یکدیگر متقابلاً حمایت خواهند کرد و این بساط نابهنجار آنقدر ادامه می‌یابد، تا یک نفر به عنوان قهرمان ملی قیام و دسته‌های مغرض و بداندیش را که فقط منافع خویش را مدنظر دارند، سرکوب کند. این پیروزی او تحسین و ستایش مردم را بر می‌انگیزد و طولی نخواهد کشید که چنین وجودی از طرف عام صاحب اختیار تام می‌شود که شاهد بارز دیگری است که رژیم پادشاهی بی‌همتا است. خلاصهٔ کلام، خود ما همین آزادی را مدیون چه کسی هستیم و کی آن را به ما تفویض کرد؟ آیا از راه دموکراسی به دست آورده‌ایم یا به وسیلهٔ حکومت تنی چند عاید ما شده‌است یا آنکه میراث دولتی پادشاهی است؟ این استقلال ما از برکت وجود یک نفر است، کوروش بزرگ. پس پیشنهاد می‌کنم، رسم پادشاهی را کماکان نگاهداریم. به علاوه بسیار نیکو است که از تغییر و تبدیل موازین قدیم که ما را وسیلهٔ خیر و فواید شده‌اند، اجتناب ورزیم وگرنه به مشکلاتی بزرگ دچار خواهیم گشت.
چهار نفر دیگر که مطلبی عنوان نکرده بودند، نظریات داریوش را تأیید کردند.

## نظر محققان در مورد روایت هرودوت
برخی از محققان معاصر در امکان چنین بحث و مذاکره‌ای ابراز تردید کرده‌‌اند.  
 لازم به ذکر است که آنچه هرودوت نقل کرده‌است نباید بی‌مأخذ بوده باشد. این مذاکرات انعکاس واقعیت‌های‌ عصر به نظر می‌رسد. اینکه بعضی از هموطنان هرودوت در صحت و نوع این مذاکرات تردید کرده‌اند، از آن روست که دوست داشته‌اند کسانی را که بربر (بیگانه) می‌خوانده‌اند از آشنایی با مباحث مربوط به مردم سالاری و  حکومت دانایان  و پادشاهی که نزد خود آن‌ها موضوع بحث فیلسوفان قوم بوده‌ است، بی‌بهره نشان دهند و از این راه نیز به گونه‌ای پارسیان را که دشمن خویش می‌خوانده‌اند، در خور تحقیر فرا نمایند.